# 斗门街道 (西安市)
斗门街道，是中华人民共和国陕西省西安市长安区下辖的一个乡镇级行政单位。

## 行政区划
斗门街道下辖以下地区：
斗门街道社区、斗门北街村、中丰店村、斗门张村、齐曹村、马营寨村、斗门南街村、白家庄村、北常村、斗门新庄村、花园村、普渡村、上泉村、下泉村、落水村、官庄村、牛角村、冯山村、张旺渠村、沣滨村、太平村、新常村、五星村、南丰村、镐京村、北沣村、梦白村、八一村和先锋村。